# Eurocopter AS355
Eurocopter AS355 Ecureuil 2 (Twin Squirrel) je lahki dvomotorni večnamenski helikopter, ki ga je zasnovalo francosko podjetje Aérospatiale. V Severni Ameriki se helikopter trži kot TwinStar. Snovanje se je začelo v 1970ih kot zamenjava za Aérospatiale Alouette II. Prvi let je bil 27. junija 1974.Kljub pojavu EC130 je proizvodnja modelov AS350 in AS355, vojaških Fennec AS550 in AS555 še vedno močna.

## Specifikacije (AS355F2)
Podatki iz Jane's All The World's Aircraft 1988-89
Splošne karakteristike
- Posadka: 1
- Število sedežev: 6
- Dolžina: 12,94 m (42 ft 5½ in)
- Premer rotorja: 10,69 m (35 ft 0¾ in)
- Višina: 3,14 m (10 ft 3½ in)
- Površina rotorjev: 89,75 m² (966 sq ft)
- Teža praznega letala: 1305 kg (2877 lbs)
- Maks. vzletna teža: 2540 kg (5732 lbs)
- Pogon letala: 2 ×  turbogredni motor Allison 250-C20F, 313 kW (420 KM)  vsak

 Zmogljivost 
- Neprekoračljiva hitrost: 278 km/h (150 vozlov, 172 mph)
- Potovalna hitrost: 224 km/h (121 vozlov, 139 mph)
- Doseg: 703 km (380 nm, 437 mi)
- Višina leta: 3400 m (11150 ft)
- Hitrost vzpenjanja: 6,5 m/s (1280 ft/min)